# Playas del Prado
Las playas del Prado (del francés: Plages du Prado) es el nombre genérico con el que se designan las playas de la ciudad de Marsella, en Francia.
Plages du Prado fue el escenario en el año 2008 de la Copa Mundial de fútbol playa de la FIFA, con el nombre «Stade du Prado», en el torneo. En el transcurso del torneo, fue sede de 16 equipos que compitieron por el título de campeones del mundo. Todos los partidos de grupo y partidos de eliminatorias se disputaron allí. Era la primera vez que la competición se había celebrado fuera de Brasil. Se localiza específicamente en las coordenadas geográficas 43°15′20″N 05°22′30″E / 43.25556, 5.37500.